# Dino De Antoni
Dino De Antoni (ur. 12 lipca 1936 w Chioggia, zm. 22 marca 2019 w Gorycji) – włoski duchowny katolicki, arcybiskup Gorycji w latach 1999–2012.
Święcenia kapłańskie otrzymał 23 października 1960.
2 czerwca 1999 papież Jan Paweł II mianował go ordynariuszem archidiecezji Gorycji. Sakry biskupiej udzielił mu ówczesny biskup Chioggii – Angelo Daniel.
28 czerwca 2012 papież Benedykt XVI przyjął jego rezygnację z urzędu złożoną ze względu na wiek.